# Braderochus hovorei
Braderochus hovorei là một loài bọ cánh cứng thuộc họ Xén tóc.